# Alfred Chauchard

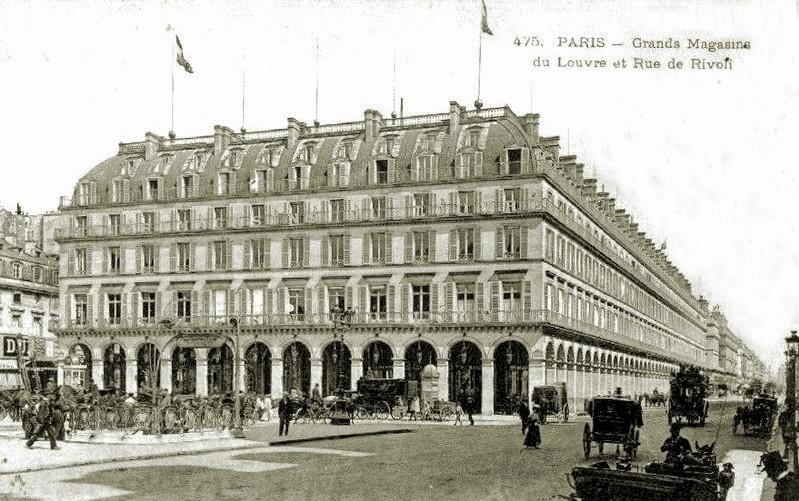
Das Warenhaus Grands Magasins du Louvre um 1890

Hippolyte François Alfred Chauchard (* 22. August 1821 in Les Mureaux im Département Seine-et-Oise heute Département Yvelines; † 5. Juni 1909 in Paris) war ein französischer Unternehmer und Kunstsammler.
Chauchard stammte aus einfachen Verhältnissen und arbeitete als Verkäufer im Pariser Geschäft Au Pauvre Diable. 1855 machte er sich gemeinsam mit dem Textilverkäufer Auguste Hériot und dem Stoffhändler Charles Eugène Faré (als Geldgeber) selbständig. Die Partner eröffneten mit einem Kredit von Émile Pereire 1855 das Warenhaus Les Galeries du Louvre. 1857 zog sich Faré zurück, das Unternehmen prosperierte aber, expandierte und Chauchard übernahm nach dem Tod von Hériot (1879) die Gesamtleitung. Er zog sich erst 1885 zurück. Der Junggeselle ohne offizielle Nachkommen baute eine große Kunstsammlung auf und bedachte in seinem Testament das Louvre-Museum in großzügiger Weise.